# Troyes AC
Troyes AC, właśc. Espérance sportive Troyes Aube Champagne – francuski klub piłkarski z siedzibą w Troyes.

## Sukcesy
- mistrz Ligue 2: 2015[2], 2021[3]
- wicemistrz Ligue 2: 1973
- mistrz DH Nord-Est: 1954, 1987
- finalista Pucharu Francji: 1956
- zdobywca Pucharu Intertoto: 2001

## Historia
Klub założony został w 1900 roku. Status klubu zawodowego uzyskał w 1935 roku, jednak utracił go w 1963 roku. Ponownie klubem zawodowym Troyes AC był w latach 1970–1979. Po raz trzeci status klubu zawodowego został uzyskany w 1996 roku. W latach 1986–2000, klub nosił nazwę Association Troyes Aube Champagne (ATAC). W 2001 Troyes AC zdobył  Puchar Intertoto po wygranej w finale z Newcastle United (gole 4:4, jednak więcej na wyjeździe zdobył ich zespół z Troyes). W sezonie 2004/05 klub zajął 3. miejsce w 20-drużynowej drugiej lidze i dzięki temu w sezonie 2005/2006 wystąpił jako beniaminek we francuskiej ekstraklasie – Ligue 1. Po zajęciu 18. miejsca w sezonie 2006/07 Troyes AC spadł do drugiej ligi (Ligue 2). W 2012 roku, wygrywając 2:0 z Amiens SC, zajął trzecie miejsce w Ligue 2 i po 5 latach wrócił do Ligue 1, z której po zaledwie jednym sezonie spadł. W 2015 klub ponownie awansował do Ligue 1 i znowu spadł po jednym sezonie do Ligue 2. Po roku zajmując 3. miejsce na drugim poziomie rozgrywkowym uzyskał ponowną promocję do Ligue 1 po zwycięstwie z Lorient.

## Obecny skład
Aktualny na 2 września 2020.
| Nr | Poz. | Piłkarz                                    |
| -- | ---- | ------------------------------------------ |
| 1  | BR   | Ryan Bouallak                              |
| 4  | OB   | Mahamadou Dembélé                          |
| 6  | PO   | Rominigue Kouamé (wypożyczony z Lille OSC) |
| 7  | NA   | Yoann Touzghar                             |
| 8  | OB   | Jimmy Giraudon (kapitan)                   |
| 9  | NA   | Suk Hyun-jun                               |
| 10 | PO   | Florian Tardieu                            |
| 12 | NA   | Levi Lumeka                                |
| 13 | OB   | Gabriel Mutombo                            |
| 14 | PO   | Dylan Chambost                             |
| 15 | PO   | Rayan Raveloson                            |
| 16 | BR   | Sébastien Renot                            |
| 17 | OB   | Yoann Salmier                              |

| Nr | Poz. | Piłkarz           |
| -- | ---- | ----------------- |
| 18 | PO   | Calvin Bombo      |
| 19 | OB   | Oualid El Hajjam  |
| 20 | PO   | Rui Pires         |
| 21 | PO   | Eden Massouema    |
| 23 | OB   | Stone Mambo       |
| 25 | OB   | Terence Baya      |
| 26 | NA   | Dylan Saint-Louis |
| 27 | PO   | Brandon Domingues |
| 28 | PO   | Maxime Barthelmé  |
| 29 | NA   | Pape Meïssa Ba    |
| 30 | BR   | Gauthier Gallon   |
| 33 | BR   | Ronan Jay         |

## Europejskie puchary
Legenda do wszystkich tabel:
- Q – runda eliminacyjna, 1/16, 1/8, 1/4, 1/2 – odpowiednia faza rozgrywek, Grupa – runda grupowa, 1r gr – pierwsza runda grupowa, 2r gr – druga runda grupowa, F – finał, R – runda, PO – play-off
- k. – rzuty karne, los. – losowanie, Dogr. – dogrywka, w. – zasada bramek strzelonych na wyjeździe

| Sezon   | Rozgrywki        | Runda | Przeciwnik       | Dom      | Wyjazd | Ogólnie |
| ------- | ---------------- | ----- | ---------------- | -------- | ------ | ------- |
| 2001    | Puchar Intertoto | 2R    | WIT Georgia      | 6–0      | 1–1    | 7–1     |
| 2001    | Puchar Intertoto | 3R    | AIK Fotboll      | 2–1      | 2–1    | 4–2     |
| 2001    | Puchar Intertoto | 1/2   | VfL Wolfsburg    | 1–0      | 2–2    | 3–2     |
| 2001    | Puchar Intertoto | F     | Newcastle United | 0–0      | 4–4    | 4–4, w. |
| 2001/02 | Puchar UEFA      | 1R    | MFK Ružomberok   | 6–1      | 0–1    | 6–2     |
| 2001/02 | Puchar UEFA      | 2R    | Leeds United     | 3–2      | 2–4    | 5–6     |
| 2002    | Puchar Intertoto | 2R    | Coleraine        | 2–1      | 2–1    | 4–2     |
| 2002    | Puchar Intertoto | 3R    | NAC Breda        | 0–0      | 1–1    | 1–1, w. |
| 2002    | Puchar Intertoto | 1/2   | Villarreal CF    | 0–3, w/o | 0–0    | 0–3     |